# جيلان آريكان
جيلان آريكان هو مدرب كرة قدم ولاعب كرة قدم تركي، ولد في 25 مايو 1971 في تركيا. لعب مع ناك بريدا.

## وصلات خارجية
- جيلان آريكان على موقع عالم كرة القدم.نت (الإنجليزية)